# Azat Sakayev
Azat Sakayev (ur. 21 czerwca 1991) – kazachski zapaśnik walczący w stylu wolnym. Ósmy na mistrzostwach Azji w 2016. Zajął dwunaste miejsce na igrzyskach wojskowych w 2015. Brązowy medalista wojskowych MŚ w 2013 roku.